# Państwo wielonarodowe

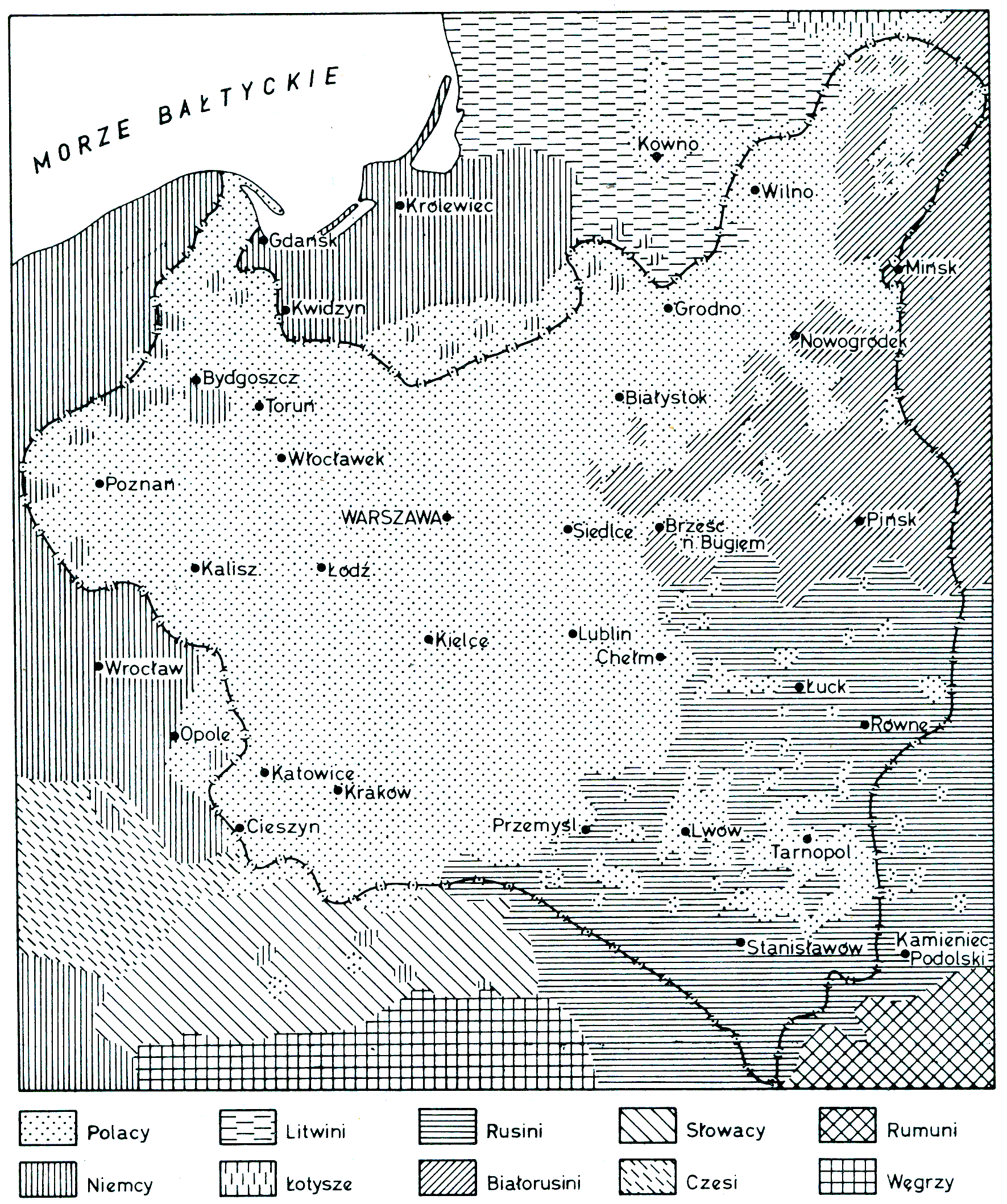
Państwo wielonarodowe: Polska w okresie międzywojennym (1918-1939)

Państwo wielonarodowe – państwo, w którym żadna z grup etnicznych nie ma znaczącej przewagi liczebnej nad pozostałymi.
Spośród nich można wyróżnić stare państwa wielonarodowe (np. Wielka Brytania, Belgia, Szwajcaria, Hiszpania) oraz młode państwa narodowe z okresu kolonialnego (np. państwa afrykańskie). W tych pierwszych wiele różnic etnicznych już się zatarło i czasem określa się ich obywateli narodem belgijskim czy hiszpańskim. Jednak wielu mieszkańców tych państw zwraca uwagę na swoje pochodzenie, czego świadectwem są narastające nastroje nacjonalistyczne i domaganie się zwiększonej autonomii w ramach istniejących państw. Natomiast w krajach postkolonialnych, gdzie granice zostały narzucone sztucznie, a wśród miejscowej ludności trudno mówić o poczuciu odrębności narodowej, często dochodzi do konfliktów i wojen domowych.
W okresie przedrozbiorowym oraz międzywojennym Polska była typowym przykładem państwa wielonarodowego.